# 대만갈색이빨땃쥐
대만갈색이빨땃쥐(Episoriculus fumidus)는 땃쥐과에 속하는 포유류의 일종이다. 대만에서만 발견된다. 대만 중부 지역의 높은 산악 지대의 숲과 아고산대(亞高山帶) 관목 지대의 조밀한 지반을 선호한다.